# Cneu Domício Calvino (cônsul em 332 a.C.)
Cneu Domício Calvino (em latim: Gnaeus Domitius Calvinus) foi um político da gente Domícia da República Romana, eleito cônsul em 332 a.C. com Aulo Cornélio Cosso. Cneu Domício Calvino Máximo, cônsul em 283 a.C., era seu filho.

## Consulado (332 a.C.)
Cneu Domício foi eleito cônsul em 332 a.C. com Aulo Cornélio Cosso. Num período de paz por toda parte, notícias de uma guerra travada pelos gauleses provocou pânico e induziu a eleição de um ditador, Marco Papírio Crasso.